# Kharanaq
Kharanaq is een van de 27 dorpen van de dehestān (rurale gemeente) Rabatat in de provincie Yazd in Iran. Het ligt op een hoogte van 1760 meter, hemelsbreed ongeveer 60 km ten noordoosten van de stad Yazd en 60 km ten oosten van de stad Ardakan.
Kharanaq ligt in een bergachtige regio en er heerst een droog klimaat. Het dorp bestaat uit een historisch, vervallen gedeelte dat maar ten dele wordt en kan worden bewoond, met daaraan vast een nieuwer, bewoonbaar gedeelte.

## Historische kern
De historische kern van Kharanaq bestaat uit vervallen lemen gebouwen, waarvan verschillende mogelijk al meer dan duizend jaar oud zijn. Menselijke bewoning in dit gebied begon ongeveer 4000 jaar geleden.
Imam Reza (765-818) heeft wellicht ooit een bezoek gebracht aan Kharanaq. Bij het dorp bevindt zich de graftombe van Baba Khadem. Naast de plaatselijke begraafplaats is een inscriptie te zien met het jaartal 595 AH (ca. 1217). Bij de moskee Jame' is nog een grafsteen te ontdekken met de inscriptie 499 AH (ca. 1121).
De moskee die stamt uit het tijdperk van de Kadjaren heeft een karavanserai, een soort overnachtingsplek voor karavanen, en een minaret uit de 17e eeuw die later geheel zijn gerestaureerd. De karavanserai werd gebouwd in opdracht van Mohammad Vali Mriza, een nazaat van Fath Ali Shah. Op een afstand van ca. 250 meter lopen in de richting van de vallei bevindt zich een oud aquaduct dat werd aangelegd om de omliggende velden te irrigeren.

## Galerij

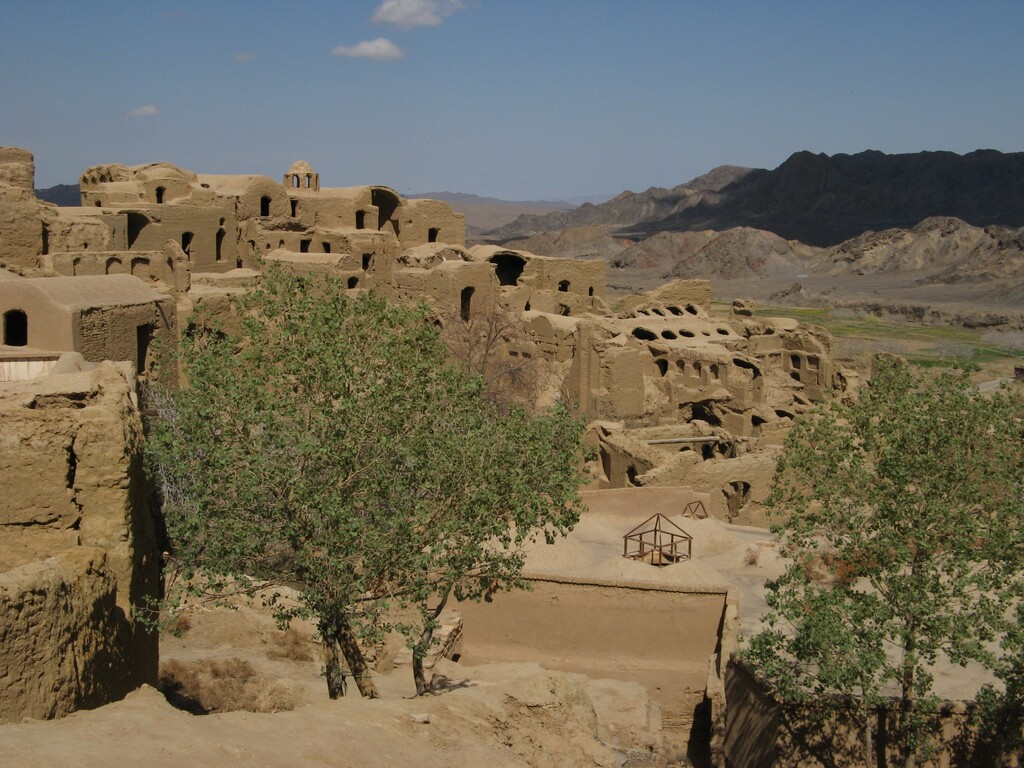
Ruïnes in het historische gedeelte
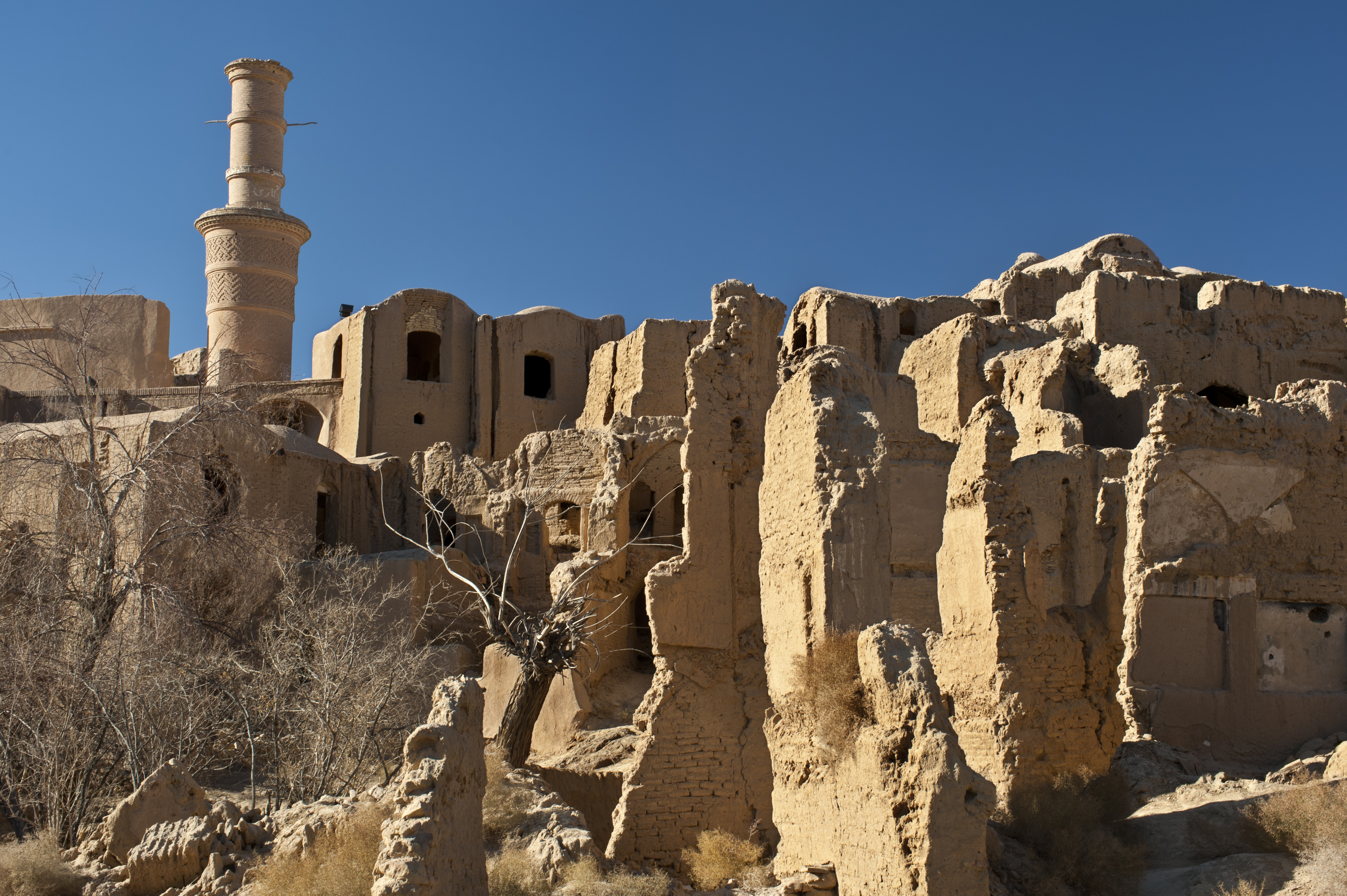
De vervallen historische kern, links de gerestaureerde minaret